# Brasiella chiapasi
Brasiella chiapasi is een keversoort uit de familie van de loopkevers (Carabidae). De wetenschappelijke naam van de soort is voor het eerst geldig gepubliceerd in 1980 door Br. van Nidek.